# Noianess
Noianess, reso graficamente come NOIANESS, è il primo EP della cantautrice italiana Giorgieness, pubblicato il 31 maggio 2013.

## Descrizione
L'EP è stato pubblicato, autoprodotto, il 31 maggio 2013. Il 21 aprile 2015 è stato distribuito anche in download digitale.

## Tracce
Testi e musiche di Giorgia D'Eraclea.
1. Sai parlare – 2:53
2. Magari 'sta sera – 2:32
3. Lampadari – 3:47
4. Brividi/Lividi – 2:52

## Formazione
- Giorgia D'Eraclea – voce, chitarre, tastiere
- Andrea De Poi – batteria
- Samuele Franceschini – basso